# Лонсдейл (причал)
Лонсдейл (англ. Lonsdale Quay) — причал на северном берегу Ванкуверской бухты, крупный транспортный узел Северного побережья. От причала начинается Лонсдейл-авеню города Норт-Ванкувер.
Причал является северным окончанием маршрута пассажирских паромов, имеет автобусную станцию. Здесь же расположены торговый центр, гостиница и штаб-квартира Insurance Corporation of British Columbia. В торговом центре представлены многочисленные продуктовые магазины, рестораны и другая розничная торговля.
Причал находится на месте ремонтных доков, использовавшихся во время Второй мировой войны.

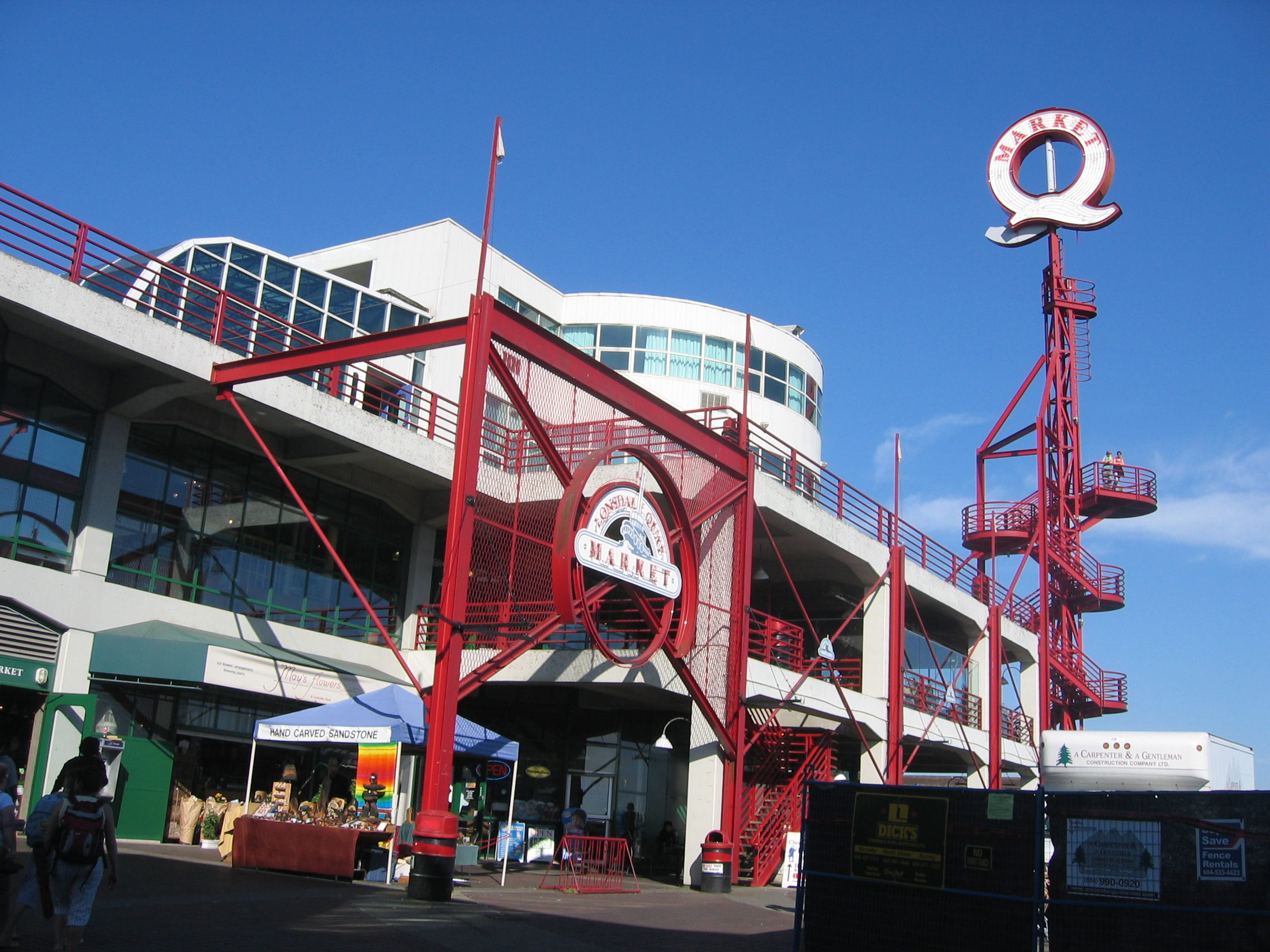
Торговый центр
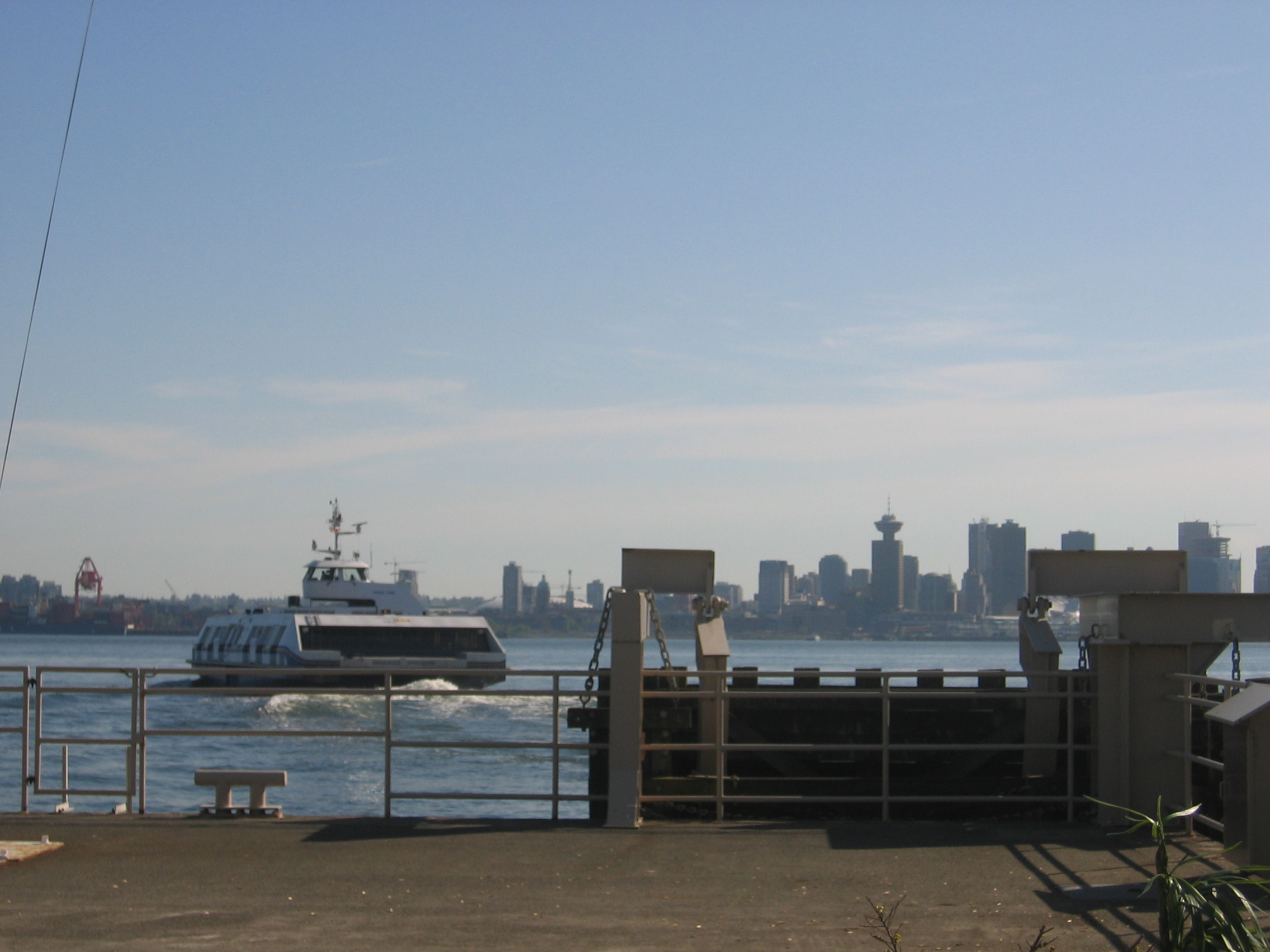
Паром отчалил в сторону Ванкувера